# Hans Peter Christian Møller
Hans Peter Christian Møller (10. november 1810 – 18. oktober 1845) var en dansk forsker af bløddyr (lat. malakolog) og Den Kongelige Grønlandske Handels inspektør for Nordgrønland. 
Han var født i Helsingør, hans forældre var regimentskirurg Joachim Otto Møller og Ane Elisabeth Roholdt.

## Uddannelse
Ni år gammel blev Møller sat i Helsingør Latinskole, hvis rektor var den aldrende og svage Jens Bertel Møller. Efter to år flyttes Møller til den nyåbnede Sorø Akademi opdragelsesanstalt, som kostskolen kaldtes. Her udviklede Møller sig til en af skolens sorteste får indtil faderen Joachim Otto Møller i 1827 mistede tålmodigheden med drengen og flyttede ham tilbage til Helsingør Latinskole, hvor den nye rektor Meisling havde fået styr på undervisningen og disciplinen. Men det tilsyneladende resultatløse ophold i Sorø kom alligevel til at præge Møllers personlighed takket være fremragende lærere som Johannes Christian Lütken, Christian Wilster og tegnelæreren Johannes Georg Smith Harder. 
Møller dimitteredes privat til Københavns Universitet i 1830 af teologen Christian Werliin. Samtidig med sine teologiske studier udarbejdede Møller et manuskript kaldet Danmarks Mollusker, som var færdigt i 1835 men aldrig udgivet. Det er nærmest en håndbog med hans egne meget smukke farvelagte illustrationer.

## Første ophold i Grønland
Efter den teologiske kandidateksamen 1837 tilegner Møller al sin tid på malakologien, og inspireres af sine venner og kolleger til at tage på en egen finansieret ekspedition til Sydgrønland i perioden 1838-1839, hvor han undersøger områderne ved Godthåb og Sukkertoppen og senere Fiskenæsset, Frederikshåb samt Julianehåb.
I 1839 skulle han have returneret til København med ”Hvalfisken” men på grund af storisen måtte skibet overvintre i Julianehåb 1839-1840. I foråret 1840 drager Møller med konebåd tilbage til Godthåb, hvorfra han foretager en af Oldskrift-Selskabet finansieret ekspedition til Ameralikfjorden. Her undersøger han bl.a. rudera, botaniserer og bekræfter landsænkningen, en specialopgave bestilt af geologen Peter Christian Pingel. 
Møller er hjemme igen september 1840.

## Grønlands Mollusker
Tiden efter hjemkomsten er en travl tid. Møller udarbejder sit Index Molluscorum Groenlandiæ, der sammen med et kort over ruinerne i Godthåbsområdet udkommer i 1842. På det nordiske naturforskermøde i Stockholm, 1842 holder Møller et foredrag om de grønlandske mollusker.

## Inspektør i Nordgrønland
Om efteråret søger Den Kongelige Grønlandske Handel  en ny inspektør til Nordgrønland og Møller søger og ansættes i den store stilling, i konkurrence med geologen Jørgen Christian Eilertsen Schythe. 
På sin første inspektionsrejse oktober 1843 forliser storbåden med Møller og hans mandskab i en storm ved Blåfjeld på Diskoøen. Ved at gennemføre en yderst farlig og strabadserende fod- og klatretur hjem til inspektørboligen i Godhavn efter hjælp, redder Møller sit mandskab fra den visse sulte- og kuldedød. 
Desværre ødelægger han ved denne dåd sit eget i forvejen svage helbred og han rejser hjem året efter for at søge helbredelse.

## Naturforskerkongres i Napoli 1845 og død i Rom
I sommeren 1845 rejser han sydpå gennem Europa til Italien. Undervejs besøger han andre naturforskere for at udveksle informationer og specier. I Wien genforenes han med sin ven Jacob Worsaae, hvis fortsatte rejse finansieres ved et lån af Møller. 
Fra Genua sejler Møller med dampskib til Napoli, hvor han deltager i den 7. internationale videnskabskongres i september 1845. Omkring 10. oktober rejser han til Rom, hvor han dør af feber den 18. oktober 1845 efter kun en uges ophold. Hans grav på Cimitero Acattolico per gli Stranieri al Testaccio ved Cestius-pyramiden eksisterer stadig og den smukke gravstens inskription lyder:
| Citat | HF H. P. C. MOLLER DANVS NAT. CAL NOVBR. MDCCCX GROENLANDIAE PREFECTVS NATVRALIVM RERVM INTELLIGENS AC RERITVS PRAEMATVRAM OBIIT MORTEM XV A CAL NOVBR MDCCCXLV | Citat |
|       | |       |

## Møllers værker
- Danmarks Mollusker, 1835, Zoologisk Museums arkiv.
- Index Collectionis Molluscorum Groenlandiorum, C. Holbølli & C. Mølleri, 1839, Zoologisk Museums arkiv.
- Bemærkninger til Slægten Limacina Lmk., 1841, Naturhistorisk Tidsskrift 3(4-5): 481-490.
- Index Molluscorum Groenlandiæ, 1842, Naturhistorisk Tidsskrift 4(1): 76-97 (findes også som selvstændigt særtryk med egen paginering).
- De grønlandske Molluskers Forekomst sammenlignet med de nord-europæiske Molluskers, 1842, Förhandlingar vid De Skandinaviske Naturforskarnes tredje Möte 699-700.